# Холкин Конец
Холкин Конец — деревня в Тотемском районе Вологодской области.
Входит в состав Мосеевского сельского поселения, с точки зрения административно-территориального деления — в Мосеевский сельсовет.
Расстояние по автодороге до районного центра Тотьмы — 27,5 км, до центра муниципального образования деревни Мосеево — 1,5 км. Ближайшие населённые пункты — Великий Двор, Горка, Зыков Конец, Кондратьевская, Мосеево.
По переписи 2002 года население — 11 человек.